# Sauber C36
Sauber C36 byl závodní vůz Formule 1 navržený a zkonstruovaný společností Sauber, aby mohl soutěžit v sezóně 2017. Vůz řídili Marcus Ericsson a Pascal Wehrlein, který se k týmu připojil poté, co tým na konci sezóny 2016 opustil Felipe Nasr. Antonio Giovinazzi zaskočil místo Wehrleina poté, co utrpěl zranění při předsezónním testování a preventivně odstoupil z úvodních dvou závodů sezóny. Vůz C36 měl svůj soutěžní debut při Grand Prix Austrálie 2017 a používal motor Ferrari specifikace pro sezónu 2016.
Šasi navrhli Jörg Zander, Eric Gandelin a Nicolas Hennel, přičemž vůz byl poháněn zákaznickým motorem Ferrari.

## Design a vývoj
Vůz C36 byl prvním vozem Sauberu vyrobeným po převzetí týmu společností Longbow Finance SA. Původně tým zamýšlel, že se tento vůz stane posledním vozem Sauberu poháněným motory Ferrari poté, co tým uzavřel dohodu o odběru nejnovější pohonné jednotky Honda pro sezónu 2018. Dne 27. července 2017 byla však smlouva o provozu pohonné jednotky Honda zrušena a nakonec zajistila Sauberu další rok s motory Ferrari.
Sauber C36 používal jako pohonnou jednotku Ferrari 061, na rozdíl od specifikace 062, kterou Ferrari vyvinulo pro sezónu 2017. Když se Ferrari rozhodlo kompletně přepracovat specifikaci 061, Sauber již zahájil vývoj vozu C36 a navrhl šasi kolem specifikace 061, podle jeho předchůdce specifikace 060, protože obě měly podobný tvar. Specifikace 062, kterou Ferrari vytvořilo, však nesedělo na šasi vozu C36, když zejména upevňovací body podvozku pro motor nepasovaly do specifikace 062. Sauber se rozhodl ponechat si specifikaci 061 namísto úplného přepracování modelu vozu C36 pro specifikaci 062 s argumentem, že nárůst výkonu nabízený specifikací 062 byl nepatrný a že obnovený důraz na aerodynamickou přilnavost v technických předpisech pro sezónu 2017 by vyrovnal jakýkoli výkonnostní deficit mezi specifikacemi 061 a 062.

## Shrnutí sezóny

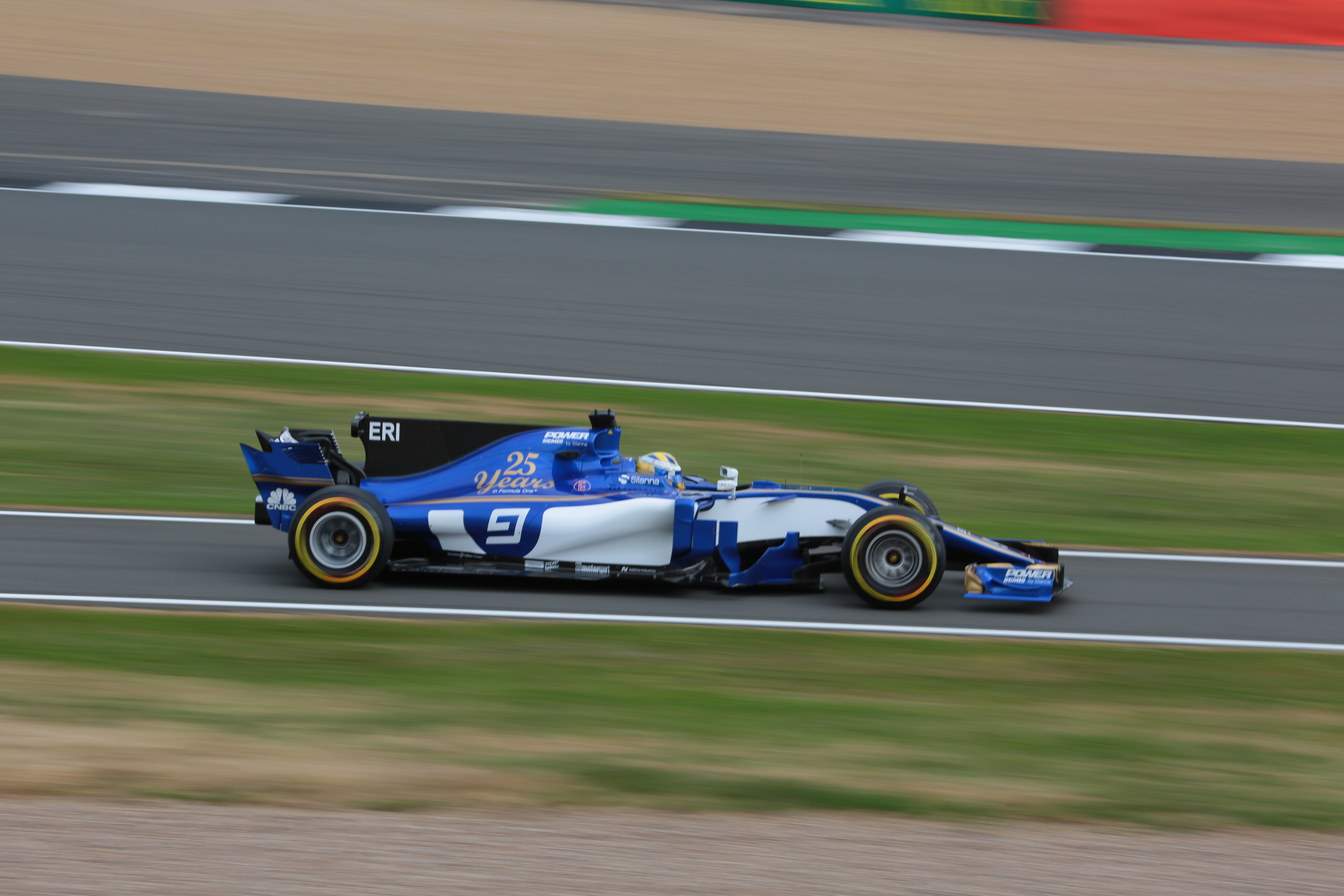
Marcus Ericsson při Grand Prix Velké Británie 2017.

Při Grand Prix Španělska skončil Wehrlein na 7. místě, ale propadl se na 8. místo poté, co dostal pětisekundovou penalizaci za to, že nevjel správným způsobem do boxové uličky. Pro finančně napjatý tým Sauber to byl první bodový zisk v sezóně.
Wehrlein získal další bod v chaotické Grand Prix Ázerbájdžánu, když skončil na 10. místě. Byl to také první závod týmu poté, co jej jeho šéfka Monisha Kaltenborn po 7 sezónách opustila.
Ve třech závodech došlo k velkým haváriím, které se všechny týkaly Wehrleinova vozu. V Číně náhradník Antonio Giovinazzi těžce havaroval při výjezdu z poslední zatáčky. Wehrleinův závod v Monaku skončil v zatáčce Portier poté, co se jej snažil předjet Jenson Button, který při tomto manévru narazil do Wehrleina a otočil jeho vůz vrchní stranou do bariéry. A při tréninku na Grand Prix Maďarska Wehrlein tvrdě narazil do bariéry poté, co dostal v zatáčce smyk.

## Kompletní výsledky ve Formuli 1
| Legenda k tabulce | Legenda k tabulce                                                                       |
| Barva             | Výsledek                                                                                |
| ----------------- | --------------------------------------------------------------------------------------- |
| Zlatá             | Vítěz                                                                                   |
| Stříbrná          | 2. místo                                                                                |
| Bronzová          | 3. místo                                                                                |
| Zelená            | Bodované umístění                                                                       |
| Modrá             | Nebodované umístění                                                                     |
| Modrá             | Dokončil neklasifikován (NC)                                                            |
| Fialová           | Odstoupil (Ret)                                                                         |
| Červená           | Nekvalifikoval se (DNQ)                                                                 |
| Červená           | Nepředkvalifikoval se (DNPQ)                                                            |
| Černá             | Diskvalifikován (DSQ)                                                                   |
| Bílá              | Nestartoval (DNS)                                                                       |
| Bílá              | Závod zrušen (C)                                                                        |
| Světle modrá      | Pouze trénoval (PO)                                                                     |
| Světle modrá      | Páteční testovací jezdec (TD)                                                           |
| Bez barvy         | Netrénoval (DNP)                                                                        |
| Bez barvy         | Vyřazen (EX)                                                                            |
| Bez barvy         | Nepřijel (DNA)                                                                          |
| Bez barvy         | Odvolal účast (WD)                                                                      |
| Bez barvy         | Nezúčastnil se (prázdné)                                                                |
| Označení          | Význam                                                                                  |
| Tučnost           | Pole position                                                                           |
| Kurzíva           | Nejrychlejší kolo                                                                       |
| †                 | Jezdec nedojel do cíle, ale byl klasifikován, protože odjel více než 90 % délky závodu. |
| ‡                 | Byl udělován poloviční počet bodů, protože bylo odjeto méně než 75 % délky závodu.      |
| Horní index       | Umístění bodujících jezdců ve sprintu                                                   |

| Rok  | Tým            | Motor       | Pneumatiky | Jezdci             | 1   | 2   | 3   | 4   | 5   | 6   | 7   | 8   | 9   | 10  | 11  | 12  | 13  | 14  | 15  | 16  | 17  | 18  | 19  | 20  | Body | Umístění  |
| ---- | -------------- | ----------- | ---------- | ------------------ | --- | --- | --- | --- | --- | --- | --- | --- | --- | --- | --- | --- | --- | --- | --- | --- | --- | --- | --- | --- | ---- | --------- |
| 2017 | Sauber F1 Team | Ferrari 061 | P          |                    | AUS | CHN | BHR | RUS | ESP | MON | CAN | AZE | AUT | GBR | HUN | BEL | ITA | SIN | MAL | JPN | USA | MEX | BRA | ABU | 5    | 10. místo |
| 2017 | Sauber F1 Team | Ferrari 061 | P          | Marcus Ericsson    | Ret | 15  | Ret | 15  | 11  | Ret | 13  | 11  | 15  | 14  | 16  | 16  | 18† | Ret | 18  | Ret | 15  | Ret | 13  | 17  | 5    | 10. místo |
| 2017 | Sauber F1 Team | Ferrari 061 | P          | Antonio Giovinazzi | 12  | Ret |     |     |     |     |     |     |     |     |     |     |     |     |     |     |     |     |     |     | 5    | 10. místo |
| 2017 | Sauber F1 Team | Ferrari 061 | P          | Pascal Wehrlein    | WD  |     | 11  | 16  | 8   | Ret | 15  | 10  | 14  | 17  | 15  | Ret | 16  | 12  | 17  | 15  | Ret | 14  | 14  | 14  | 5    | 10. místo |